# Alsólövő
Alsólövő (németül Unterschützen, horvátul Donje Šice, gradistyei nyelven Dolnje Siče) Felsőlövő településrésze, egykor önálló község Ausztriában Burgenland tartományban a Felsőőri járásban.

## Fekvése
Felsőőrtől 5 km-re északra fekszik.

## Története
Egykor székely íjászok lakta határőr település, akiket IV. László fosztott meg privilégiumaiktól. A települést 1393-ban "Utreque Lave" néven említik először abban az oklevélben, melyben Lévai Cseh László Lövő települést Kanizsai Miklósnak adja el. 1532-ben elpusztították a Kőszeg várát ostromló török sereg tatár segédhadai, de újjáépítették. 1580 körül lakói evangélikusok lettek. 1636-ban a település a Batthyány család birtoka lett. 1763-ban a gyimótfalvi uradalom része lett.
Vályi András szerint " Alsó, és Felső Lövő. Két faluk Vas Várm. földes Ura G. Batthyáni Uraság, fekszenek Pinkaföldnek szomszédságában, és annak filiáji, határbéli földgyeik középszerűek, mint vagyonnyiak."
Fényes Elek szerint " Unter-Schützen, Alsó-Lő, német falu, Vas vmegyében: 44 kath., 714 evang. lak., evang. oskolával. A jormensdorfi urad. tartozik. Ut. posta Kőszeg."
Vas vármegye monográfiája szerint " Alsó-Lövő, 101 házból és 702 németajkú ág. ev. és r. kath. lakosból álló falu; postája és távirója Felső-Eör. A községben kisebb serfőző is van. Földesurak a Batthyányiak voltak."
1910-ben 697, többségben német lakosa volt, jelentős magyar és cigány kisebbséggel. A trianoni békeszerződésig Vas vármegye Felsőőri járásához tartozott. 1921-ben Ausztria Burgenland tartományának része lett. 1971-ben közigazgatásilag Felsőlövőhöz csatolták.

## Nevezetességei
Evangélikus templomát 1859 és 1861 között építették.

## Híres emberek
Itt született 1848-ban Malmossi Károly tanár, a pozsonyi gimnázium igazgatója, műfordító.